# Rikkokushi
Rikkokushi (六国史?) es un término general que se refiere a las seis historias nacionales de Japón que narran la mitología e historia de Japón desde sus primeros tiempos hasta el año 887. Las seis historias fueron escritas en la corte imperial durante los siglos VIII y IX, bajo la orden de los emperadores. Las fuentes básicas fueron los registros de la corte guardados por el Ministerio de Asuntos Centrales Imperiales, y las biografías de meritorios oficiales escritas en el Ministerio de Asuntos Ceremoniales.
La colección consiste de los siguientes textos:
- Nihon Shoki (Crónica del Japón; también llamado Nihongi) – 30 volúmenes cubriento el período mitológico hasta el 697. Completado por Toneri Shinnō en el año 720.
- Shoku Nihongi (Crónica del Japón: Continuación; también llamada Shokki) – 40 volúmenes cubriendo los años entre 697 y 791. Completado por Fujiwara no Tsugutada y Sugano no Mamichi en el año 797.
- Nihon Kōki (Crónica Posterior del Japón) – 40 volúmenes cubriendo el período entre 792 y 833. Completado por Fujiwara no Fuyutsugu y Fujiwara no Otsugu en 840.
- Shoku Nihon Kōki (Crónica Posterior del Japón: Continuación) – 20 volúmenes cubriendo desde el año 833 hasta el 850. Completado por Fujiwara no Yoshifusa, Fujiwara no Yoshimi, Tomo no Yoshio, y Haruzumi no Yoshitada en 869.
- Nihon Montoku Tennō Jitsuroku (Récord Verdadero del Emperador Montoku de Japón; también llamado Montoku jitsuroku) – 10 volúmenes cubriendo el período entre 850 y 858. Completado por Fujiwara no Mototsune y Sugawara no Koreyoshi en 879.
- Nihon Sandai Jitsuroku (Récord Verdadero de las Tres Generaciones [de emperadores] del Japón; también llamado Sandai jitsuroku) – 50 volúmenes cubriendo el período entre 858 y 887. Completado por Fujiwara no Tokihira y Ōkura no Yoshiyuki en el año 901.